# Viaje de Amaniel

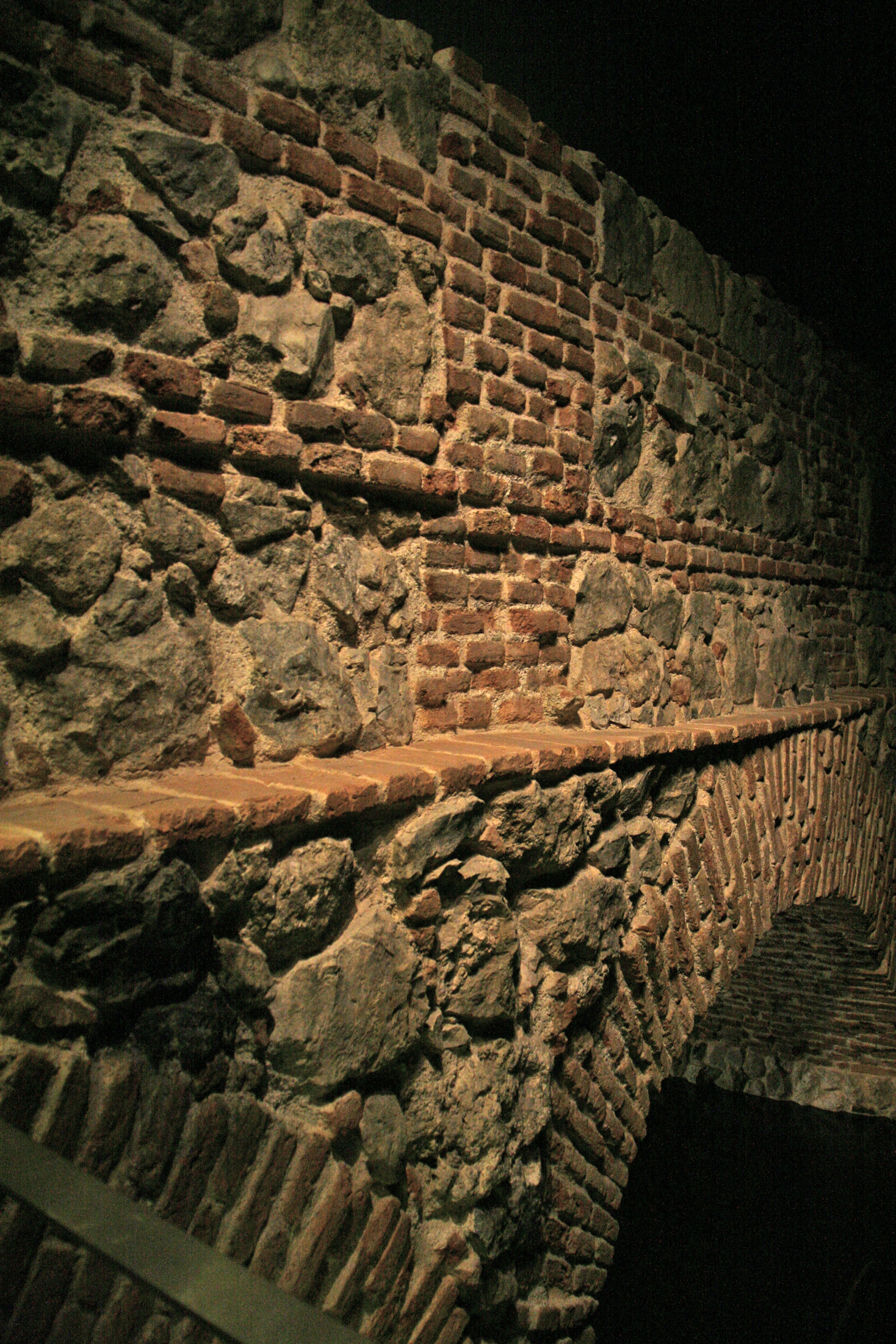
Sección del viaje de Amaniel en el Museo metropolitano de Madrid en el Metro de Ópera.

El viaje de Amaniel o  viaje de Palacio fue un viaje de agua de la ciudad de Madrid construido entre 1614-1616. Una infraestructura hidráulica de propiedad real, que se creó durante el reinado de Felipe III para abastecer el Alcázar,  a imitación de los cursos de agua árabes. También proporcionaba caudal a tres fuentes públicas: la fuente de Matalobos, la fuente del Cura y la fuente de la plaza de la Armería. Del Real Patrimonio pasó a manos de la Junta de Aguas de Madrid. Se conservan algunas galerías en el museo metropolitano de la Estación de Ópera y en la Dehesa de la Villa, a la altura del Paseo de Juan XXIII sobre el número 46.
De 2018 a 2019 se restauró un tramo del viaje de agua de unos 50 metros, en la Dehesa de la Villa, para garantizar su conservación como patrimonio histórico. Corresponde a la zona del Arca Vieja de Amaniel, conocida como Fuente del Caño Gordo, que era el punto donde se captaba el agua del nivel freático y una sección visible de las galerías subterráneas. Esta zona fue descubierta en 2005. Y gracias a esta restauración es posible realizar visitas de carácter divulgativo a estas galerías.   
El nombre del viaje procede de la antigua Dehesa de Amaniel, actual Dehesa de la Villa. 

## Recorrido y uso
Es difícil precisar la fecha exacta de construcción del viaje, puesto que incluso las fuentes originales difieren: algunos legajos establecen la fecha de inicio de las obras en torno a 1611, mientras que otros la sitúan, implícita o explícitamente, entre 1612 y 1614. Esta última fecha es del todo improbable, puesto que es seguro que el viaje se encontraba ya operativo hacia mediados de 1613. Así lo confirma un documento firmado por el intendente de la Junta de Obras y Bosques, Tomás de Angulo, quien asevera que aquel verano las galerías llevaban un caudal de ocho reales fontaneros.
Aunque el viaje de Amaniel fue propiedad exclusiva de la Corona, la generosidad de los reyes hizo que terminase por suministrar agua potable a algunos conventos, cuarteles y fuentes públicas. Se hizo con ello habitual que las mercedes de agua concedidas excediesen de largo el caudal del viaje. Los legajos ponen de manifiesto que esto causó abundantes quebraderos de cabeza a los arquitectos y fontaneros del rey a través de los tiempos. No en vano, ya en 1631 encontramos un documento en el que el propio Angulo reprocha al soberano su magnificencia en el otorgar mercedes de agua:
“(…) haviendo yo ofrecido a su Magd. ocho reales de agua y traendole treinta y dos, sus Magds con larga y libera mano an dado treinta y cinco, de manera q faltan tres reales”
El suministro de agua recibió relativamente pocas atenciones durante los reinados de Carlos II y Felipe V. Aunque ha quedado constancia de algunas obras, la mayoría de los documentos que se conservan de estos períodos hacen referencia a cuestiones económicas, como los contratos de arrendamiento de las tierras de Amaniel a distintos labradores o las relaciones de mercedes con sus respectivos expedientes de cobros y morosidades.
Aunque algunas mercedes iban acompañadas de una pequeña tasa, los pagos distaban mucho de realizarse con puntualidad. No extraña, por tanto, que la falta de fondos para mantenimiento se convirtiese en uno de los males endémicos del viaje. Hay que tener en cuenta que eran años difíciles para la economía española en general y para la Real Hacienda en particular: los informes de cuentas revelan que algunos de los trabajadores que participaron en las obras del viaje de la década de 1630 tardaron hasta veinte años en cobrar por sus servicios.
La naturaleza geológica de Madrid, caracterizada por la omnipresencia de sedimentos poco consolidados, daba lugar a frecuentes hundimientos en las galerías. Estos obstruían el flujo de agua, disminuyendo los caudales. La situación se agravaba cada vez que la sequía hacía su aparición. Un documento remitido por el Fontanero Real a la Junta de Obras y Bosques en 1737 revela que en aquel entonces muchas galerías del viaje estaban completamente arruinadas, y que el viaje llevaba sólo veinte reales de agua –un treinta por ciento menos que cien años antes– a distribuir entre el Palacio y otros cuarenta y ocho aprovechamientos.
El incendio que asoló el Real Alcázar en 1734 tuvo como consecuencia su total reconstrucción. Durante la misma se prestó atención a la problemática del abastecimiento de agua, ejecutándose importantes obras en el viaje de Amaniel entre 1737 y 1752. Entre ellas destacan las realizadas por Saqueti, que dejaron inoperativos largos tramos de las cabeceras del viaje original a favor de una ruta más corta y directa. También tenemos noticias de obras en el interior del casco urbano entre 1765 y 1785, algunas de las cuales fueron dirigidas por Francisco de Sabatini en persona.
El viaje fue reconocido por el fontanero mayor de Palacio en 1750 y disponía de 50,5 reales de caudal. De ellos una cuarta parte casi en exclusiva para abastecer las dependencias de la Corona (26%) –que incluían las fuentes del Callejón de la Cadena y la de Cuatro Caños–; también se beneficiaban particulares (68%) y tan solo dos fuentes públicas (6%), las de Matalobos en la calle Ancha de San Bernardo y la del Cura en la calle del Pez, con un caudal de 1 y 2 reales,
respectivamente. Hay que notar que estas dos fuentes estaban sufragadas por la Villa, en virtud de un trueque por el que a cambio la Corona recibía de otros viajes municipales los mismos caudales que el viaje de Amaniel dejaba en ellas.
Debido a la fuerte sequía de finales de la década de 1820, durante los últimos años del reinado de Fernando VII y las regencias de María Cristina y Espartero se pusieron en práctica distintas iniciativas para la mejora del suministro de aguas a Palacio. Entre ellas destaca la asignación de una cantidad fija de dinero para el mantenimiento del viaje y para la ejecución de obras de ampliación. De esta época data la construcción del ramal de Cantarranas -Ciudad Universitaria- y la ampliación de la cabecera del norte hasta el Cerro de los Pinos, hoy parques de la Ventilla y los Pinos. Cabe asimismo citar los trabajos de los arquitectos Custodio Moreno, Tiburcio Pérez y Narciso Pascual y Colomer, que auspiciaron diversos reconocimientos de la traza, reformaron algunos tramos y estandarizaron el método de aforo de caudales.
La última gran crisis de abastecimiento de los viajes de agua tuvo lugar a mediados del siglo XIX, y fue la que en último término precipitó su abandono. La construcción del Canal de Isabel II, un imponente acueducto de casi ochenta kilómetros de longitud, fue coronada una tarde de verano de 1858 con la espectacular llegada de las aguas del valle del Lozoya a la fuente que entonces presidía la Glorieta de San Bernardo. A partir de aquel momento, las modernas tomas del Canal fueron sustituyendo a los viajes.
Pese a todo, el viaje de Amaniel todavía se mantuvo operativo durante casi un siglo. De finales del siglo XIX y principios del XX datan multitud de expedientes administrativos que revelan que el crecimiento de Madrid por el norte –hoy barrios de Fuencarral, Tetuán y Chamartín– fue contribuyendo poco a poco a su desmantelamiento: entre ellos observamos la retirada de muchos capirotes que entorpecían el paso en las nuevas calles, la excavación de pozos cercanos al viaje para el abastecimiento de propiedades de reciente construcción o el abandono progresivo  de pequeños ramales.
Su origen estaba en el cementerio de Fuencarral y desde allí se bifurcaba en dos ramales: uno atravesaba la Dehesa de la Villa (antigua dehesa de la corte de Castilla en Madrid encomendada al ballestero de Enrique II de Castilla Lope de Amaniel), mientras que el otro cruzaba la antigua huerta del Obispo (en la actualidad colonia de Villaamil). Ambos ramales de captación confluían en la Quinta de los Pinos, situado al final de la Dehesa. Desde la quinta el viaje discurría a lo largo de la calle Guzmán el Bueno, atravesando el antiguo cementerio conocido con el nombre de las Calaveras, que luego ocuparía el Estadio de Vallehermoso. Desde allí llegaba a la Glorieta de San Bernardo y bajaba hacia la Gran Vía finalizando en la Plaza de Oriente.